# 了解度
了解度（りょうかいど、intelligibility）は通信などでの音声品質を示す尺度の1つである。単語あるいは文章がどれだけ正確に相手に伝わるかを表す値で、受話者が完全に了解できた数と送話した数との比をパーセントで表す。単語での値を単語了解度、文章の場合を文章了解度と呼ぶ。

## 概要
電話などでの音声信号の品質を定量的に表す通話品質として多くの尺度が提案されている。音質の主観評価の代表的なものは、音の自然さを含めた総合的な品質を評価する平均オピニオン評点（MOS）などと、内容の分かりやすさを評価する了解度や明瞭度（articulation）などがある。
了解度は意味のある単語や文章を用いて聞き取れた割合の評価を行い、明瞭度は無意味な音節を用いて同様の評価を行うものである
。明瞭度が高くなるほど了解度も良くなる。一般に、単語や文章中に不明な音節があってもある程度の推定ができるため、比較的低い明瞭度でも了解度は高くなる。
了解度は絶対的な値ではなく、使用する単語や文章、話者、試験環境、評価者により評価の値が異なる可能性がある
。例えば、評価者がよく知っている親密度が高い単語は了解度も高くなる
。
評価のためには条件を統一する必要がある。また評価者による影響ができるだけ少ない方法が望ましい。

## 主観評価
人間が実際に音を聞いて判断することにより了解度を求める方法が主観評価である。

### 単語了解度
単語了解度の評価方法としては、以下の方法が ANSI により標準化され米国でよく用いられている。これらは最初あるいは最後の1音素のみ異なるいくつかの単語を用いて了解度の評価を行う。
Modified Rhyme Test（MRT）
最初あるいは最後の1音素のみ異なる6単語（例：rust, just, dust, must, gust, bust）を組とし、1単語を聞かせて選択させる。
Diagnostic Rhyme Test（DRT)
最初の1音素のみ異なる2つの単語を組とし1単語を聞かせて選択させる。異なる音素は1つの音素特徴のみが異なるもの（例：moot-boot、ジャム-ガム）を使うため、音素特徴別の了解度を評価できる。
また、DRT を最後の1音素で評価できるようにした Diagnostic Alliteration Test（DALT）も考案されている。
DRT で使用される音素特徴としては以下のものがある。
| 名称                                | 概要                                  | 単語の例                                   |
| ----------------------------------- | ------------------------------------- | ------------------------------------------ |
| Voicing (vocalic-nonvocalic)        | 有声-無声の区別                       | veal-feel, dense-tense, 才-財（さい-ざい） |
| Nasality (nasal-oral)               | 鼻韻性の有無                          | moot-boot, 万-番（まん-ばん）              |
| Sustention (continuant-interrupted) | 持続性のある音とそれ以外              | vee-bee, sheat-cheat, 箸-菓子（はし-かし） |
| Sibilation (strident-mellow)        | 波形の不規則性に関する分類            | sing-thing, ジャム-ガム（じゃむ-がむ）     |
| Graveness (grave-acute)             | 抑音と鋭音                            | weed-reed, 枠-楽（わく-らく）              |
| Compactness (compact-diffuse)       | 1フォルマントへのエネルギー集中と分散 | key-tea, show-sow, 焼く-沸く（やく-わく）  |

### 文章了解度
文章了解度の評価の際に米国で標準に用いられているものとして以下がある。国内では今のところはっきりした基準がない。
Harvard sentences
音節をバランスさせた日常的な文章（例："The birch canoe slid on the smooth planks."）の集まりを用い、各文に含まれる5つのキーワードにより評点を決める。
Haskins sentences
文法的には正しいが変則的な文章（例："The old corn cost the blood."）の集まりを用い、各文に含まれる単語により評点を決める。了解度への意味的制約の影響を除外できる。

## その他の評価方法
信頼性の高い評価結果を得るためには十分な評価者数と専用の評価設備が必要なため、人間による評価は非常に時間とコストがかかる。そのため了解度や明瞭度を推定できる何らかの指数を物理的な測定より求める方法が研究されてきた。良く使われてきた手法として以下のものがある。
Articulation Index（明瞭度指数、AI）
周波数別の明瞭度指数をそれぞれの周波数での信号対雑音比と周波数別の係数（周波数別の明瞭度への寄与率）から求め、それらの総和により全体の明瞭度指数を求める。1950年代にフレッチャーが提案したもので、アナログ電話回線のように明瞭度や了解度が信号対雑音比によりほぼ決まってしまう単純なシステムで有効な手法。
Speech Intelligibility Index（SII）
明瞭度指数と同様の手法だが、マスキング効果など聴覚心理学上の特性を考慮に入れたもの。
Speech Transmission Index（音声伝達指標、STI）
残響などによる音声波形の変化を表す指数。主に建物の音響設計・評価のために用いられる。